# Condado de Gage
El condado de Gage (en inglés: Gage County), fundado en 1855 y que recibe su nombre en honor al sacerdote metodista William D. Gage, es un condado del estado estadounidense de Nebraska. En el año 2000 tenía una población de 22.993 habitantes con una densidad de población de 10 personas por km². La sede del condado es Beatrice.

## Geografía
Según la oficina del censo el condado tiene una superficie total de 2227 km² (859,8 mi²), de los que 2214 km² (854,8 mi²) son tierra y 13 km² (5,01931 mi²) (0,54%) son agua.

### Condados adyacentes
- Condado de Lancaster - norte
- Condado de Otoe - noreste
- Condado de Johnson - noreste
- Condado de Pawnee - sureste
- Condado de Marshall - sureste
- Condado de Washington - suroeste
- Condado de Jefferson - oeste
- Condado de Saline - noreste

## Demografía
Según el 2000 la renta per cápita media de los habitantes del condado era de 34.908 dólares y el ingreso medio de una familia era de 43.072 dólares. En el año 2000 los hombres tenían unos ingresos anuales 29.680 dólares frente a los 21.305 dólares que percibían las mujeres. El ingreso por habitante era de 17.190 dólares y alrededor de un 8,70% de la población estaba bajo el umbral de pobreza nacional.

## Ciudades y pueblos
- Adams
- Barneston
- Beatrice
- Blue Springs
- Clatonia
- Cortland
- Filley
- Liberty
- Odell
- Pickrell
- Virginia
- Wymore